# Долгая Щель
До́лгая Щель — бухта в Баренцевом море в акватории Варяжского залива. Расположена в северо-западной части Кольского полуострова в западной части Мурманского берега в 12 километрах к востоку от российско-норвежской границы. Административно относится к Мурманской области.

## Описание
Имеет вытянутую узкую форму, с чем и связано название залива. Врезается на 4,3 км вглубь побережья. Ширина составляет от нескольких десятков метров в узком горле залива до 800 м в центральной части. Берега крутые, скалистые. Высота окружающих бухту возвышенностей достигает 200—370 м, самые крупные из них — Янялявара (202 м) и Рейратунтури (371,3 м). С окрестных скал в Долгую Щель впадает несколько небольших безымянных ручьёв.
В горле залива и в его южной части — участки песчаных отмелей, глубина в этих местах не превышает 0,2-1,2 м. Глубина в центральной части Долгой Щели достигает 44 м. Островов в заливе нет, вдоль всего побережья лежит множество надводных камней.
Населённых пунктов на берегах бухты нет. От северо-восточного побережья начинается зимник, ведущий вдоль побережья Варяжского залива на восток до населённого пункта Лиинахамари.

## История
В начале XX века на берегах Долгой Щели велась добыча цинково-свинцовой руды компанией «Товарищество горных предприятий Стефанович и Острем». Позже разработки были приостановлены и возобновлены лишь в годы Великой Отечественной войны, когда территория залива принадлежала Финляндии (в составе региона Петсамо), силами военнопленных под руководством горных специалистов из Германии.
В 2001 году в Долгой Щели был открыт совместный российско-норвежский комплекс рыбоводческих ферм, на которых разводится и выращивается лосось.